# 小行星1602
小行星1602（1602 Indiana）是一颗围绕太阳公转的小行星。1950年3月14日，印第安纳大学在摩根县发现了此天体。
該小行星以印地安納州及印第安納大學命名。
这颗小行星的绝对星等为73.07752等。